# Кендереш
Кендереш (мађ. Kenderes) је град у Мађарској. Кендереш је град у оквиру жупаније Јас-Нађкун-Солнок.
Кендереш је значајан као родно место Миклоша Хортија, регента Краљевине Мађарске од 1920. до 1944. године, као и по бројним споменицима посвећеним њему широм града. Главна туристичка атракција је замак Хорти (Horthy kastély) који сваке године 18. јуна има изложбе и посебну почаст Миклошу Хортију.

## Географија

### Локација
Кендереш лежи у срцу Алфелда, између Солнока и Дебрецина, али знатно ближе Солноку Њена путна удаљеност је 38 километара од Солнока, 85 километара од Дебрецина, 145 километара од Будимпеште и Мишколца и 132 километара од Сегедина.
Непосредно суседна насеља су: Кунхеђеш са севера, Карцаг са истока, Кишујсалаш са југоистока, Ермењеш са југозапада, Феђвернек са запада и Тисабе и Тисађенда са северозапада.
Његов посебан део насеља је Банхалма, који се налази око 8 километара северозападно од центра.

## Историја
Град се развио из низа католичких жупа из 16. века. Формално је настањено око 1771. године као кметско село. Постао је Кендереш након револуција 1848. које су захватиле већи део Европе. Каснобарокна католичка црква, коју је саградио гроф Антал Халер, изградња је почела 1783. године, а завршена је 1800. године. Каснији радови су завршени 1923. године. У цркви се чувају многобројне слике. Удар пројектила из Првог светског рата још увек је видљив у једном од његових зидова. Град је показао спектакуларан раст између ратова и поново после револуције 1956. године, али је од тада раст је успорен.

## Становништво
Године 2001. 97% становништва насеља се изјаснило као Мађари, 3% Роми.
Током пописа из 2011. године, 86,9% становника се изјаснило као Мађари, 5,2% као Роми, а 0,2% као Немци (13,1% се није изјаснило). 
Верска дистрибуција је била следећа: римокатолици 42,1%, реформисани 13,3%, гркокатолици 0,2%, неденоминациони 20,8% (23,1% се није изјаснило).
Са становишта римокатоличке црквене управе, део је Егерске надбискупије.